# Magnus Åström
Magnus Åström ist ein ehemaliger schwedischer Skispringer.

## Werdegang
Åström gab am 30. Dezember 1986 sein Debüt im Skisprung-Weltcup. In Oberstdorf erreichte er dabei den 52. Platz. Bei der Nordischen Skiweltmeisterschaft 1987 in Oberstdorf sprang Aaström von der Normal- wie auch von der Großschanze auf den 48. Platz. Zum Saisonauftakt der Saison 1987/88 sprang Aaström in Lake Placid mit dem 7. Platz das erste Mal in seiner Karriere unter die besten zehn und gewann damit auch erstmals Weltcup-Punkte. Zum Saisonabschluss am Holmenkollen in Oslo wurde er erneut Zehnter und beendete so die Saison mit 15 Punkten auf dem 44. Platz in der Weltcup-Gesamtwertung. In den Folgejahren blieben weitere Erfolge aus. Bei der Skiflug-Weltmeisterschaft 1990 in Vikersund flog Aaström auf den 52. Platz. 1992 beendete er seine aktive Skisprungkarriere.